# Familia Miclescu

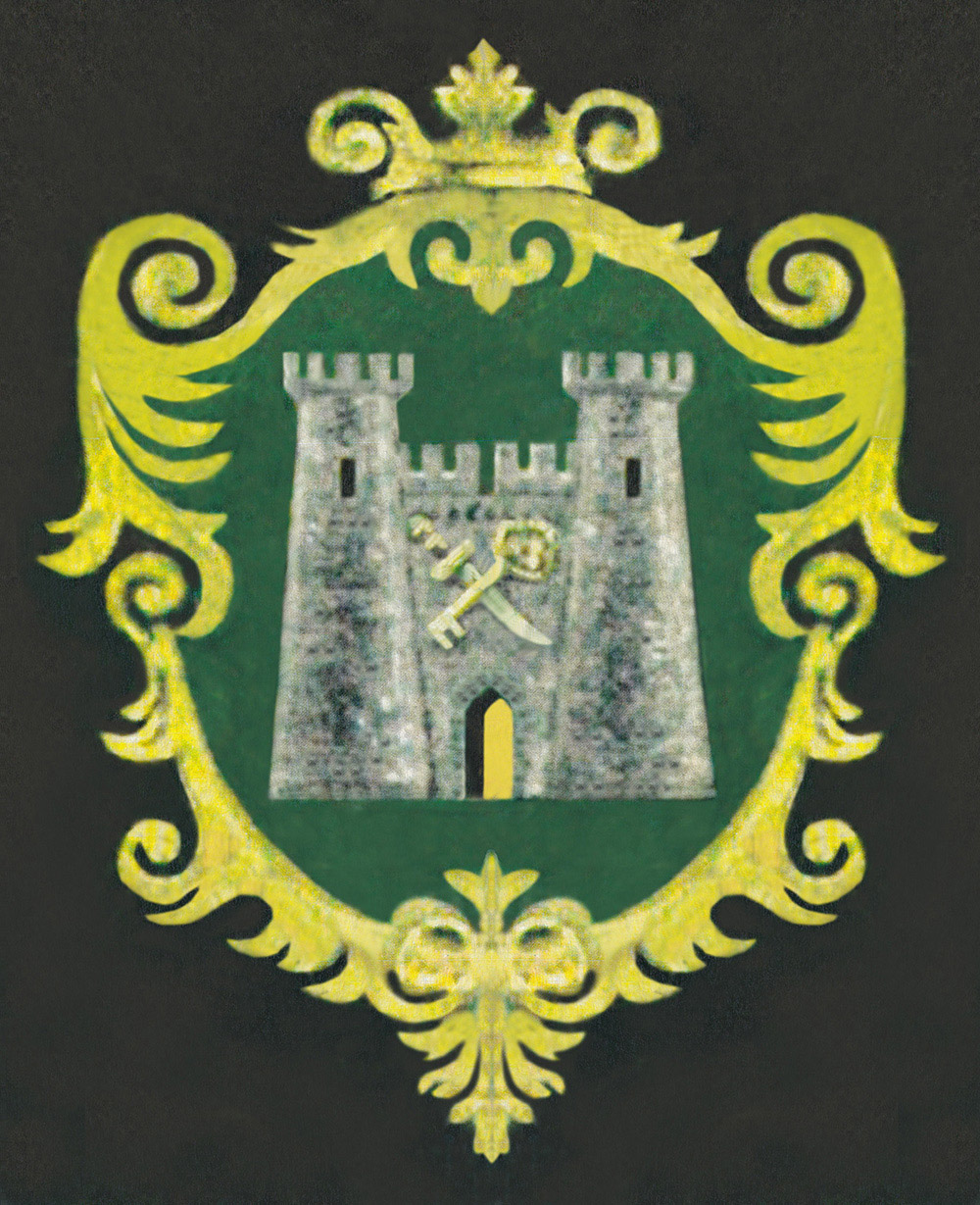
Blazonul familiei Miclescu după o pictură în ulei a lui Săndulache Miclescu, de un pictor necunoscut, pe la 1870

Familia Miclescu, familie veche boierească din Moldova, este atestată printr-un uric din 21 aprilie 1436 al lui Ilie și Ștefan, fii lui Alexandru cel Bun, și apoi altul din 11 iunie 1464 a lui Ștefan cel Mare, în care se aduc mulțumiri strămoșului ei Stanciu Hotnogul, pârcălab de Hotin și i se confirmă „rangul întâi de boierie”.

## Blazon
Blazonul familiei Miclescu prezintă o cetate cu două turnuri și o poartă aurită deasupra căreia se află încrucișate o sabie și o cheie, totul pe fundal verde. Acest blazon amintește de cetatea Hotinului unde pe vremuri au fost castelani și unde legenda spune că un Miclescu a învins pe turci .

## Membri
Din familia Miclescu (arborele genealogic al familiei Miclescu Arhivat în 18 octombrie 2013, la Wayback Machine.)s-au remarcat de-a lungul timpului:
- Alecu Miclescu (1843 - 17 ian 1905), prefect de Dorohoi, căsătorit cu Elena Singiorz;
- Alexandru Miclescu (1807 - 17 mai 1852), vornic, căsătorit cu Catrina Ralet;
- Constantin Gavril Miclescu (1690 - ?), vornic (1738), căsătorit cu Ecaterina Sturdza;
- Constantin Sandu Miclescu (1754 - 1833), ban (1810), mare vornic (1829), căsătorit cu Zoe Vârnav;
- Constantin Dimitrie Miclescu (1852 - 26 apr 1912), avocat, profesor la Liceul Național Iași, căsătorit cu Maria Cos;
- Constantin Scarlat Miclescu (16 apr 1822 - 14 aug 1886), călugărit la Huși (18 iun. 1842) sub numele de Calinic, mitropolit-primat al Bisericii Ortodoxe Române (1875-1886);
- Dimitrie Miclescu (29 feb 1820 - 21 nov 1896), vornic, membru al Divanului, ministru al lucrărilor publice în cel dintâi guvern al Moldovei (15 ianuarie 1859), ministru de finanțe, ministru de justiție (1859-1860); căsătorit cu Maria Butureanu;
- Dumitru Miclescu (30 sept 1816 - 10 mai 1884), colonel, prefect de Vaslui;
- Emanoil Miclescu (26 dec 1861 - 1946), doctor in drept, Președinte la Curtea de Casație, Ministru de Justiție (27 sept - 30 nov 1919) în guvernul Artur Vaitoianu, căsătorit cu Elena Iorgovan;
- Emil Miclescu (28 nov 1851 - 14 sept 1940), inginer, director general al C.F.R., căsătorit cu Alexandrina Grecianu;
- Gavril Miclescu (1650 - 1741), mare paharnic (1701), mare vornic (1716), mare logofăt (1727), căsătorit cu Ecaterina Dubău, apoi cu Bălașa Moreanu;
- George Miclescu (1904 - 1992), comandor de aviație, căsătorit cu Magda Tzaicu;
- George Iorgu Miclescu (1867 - 23 ian 1940), colonel, atașat militar la Paris, căsătorit cu Olga Cantacuzino;
- Gheorghe Miclescu (1680 - cca. 1741), medelnicer;
- Horia Miclescu, sculptor, arhitect;
- Iancu Gavril Miclescu, paharnic (1793), vornic, căsătorit cu Ruxandra Rosetti-Roznoveanu;
- Iancu Alecu Miclescu, (1861 - 2 iul 1911), magistrat;
- Iancu Iordachi Miclescu (1792 - 20 feb 1846), ban (1829), postelnic, căsătorit cu Ruxandra Jurgea;
- Iancu Iordachi Sandu Miclescu (cca. 1795 - ?), ban (1829), căsătorit cu Marghioala Cuza;
- Iancu-Nicoară Miclescu-Prăjescu (8 iun 1892 - 01 ian 1973), director general al Societății Telefoanelor, genealog, căsătorit cu Maria Cristopol;
- Ilie Miclescu (20 iul 1852 - 7 apr 1928), magistrat, căsătorit cu Ecaterina Obedeanu;
- Ioan Miclescu (1802 - apr 1847), irinarh, arhimandrit, călugăr la Diocleé;
- Ioan Sandu Miclescu (? - 10 aug 1836), mare vornic, căsătorit cu Ralu Canano;
- Ioniță Miclescu, medelnicer (1715), căsătorit cu Scarlet Dabija;
- Iordachi Constantin Miclescu (1794 - 1853), mare vornic, spătar (1829);
- Iordachi Sandu Miclescu (1756 - ?), mare vornic, căsătorit cu Elena Carp;
- Iorgu Miclescu (18 dec 1832 - 1889), spătar, căsătorit cu Aglaia Rosetti;
- Jean Miclescu (1857 - 12 nov 1920), senator, publicist, căsătorit cu Alina Cantacuzino;
- Manolache Miclescu (1775 - 1812), proprietar, paharnic, căsătorit cu Smaranda Sturdza;
- Marie-Jeanne Miclescu (15 ian 1897 - 22 iun 1988), pictor, profesoară de desen;
- Mihail Miclescu (1851 - 1920), prefect de Dorohoi, director al Creditului Agricol Botoșani, căsătorit cu Maria Canano;
- Octavian C. Miclescu (28 oct 1905 - 10 ian 1982), ofițer de luptă, căsătorit cu Maria Saica;
- Octavian O. Miclescu (n. 18 oct 1978), scriitor;
- Paul Emil Miclescu (20 mai 1901 - 22 mar 1994), arhitect, memorialist, fondator al revistei "Simetria", căsătorit cu Yvonne Delage;
- Radu Miclescu (1893 - 1990), colonel de cavalerie, absolvent al Școlii Militare de la Saint-Cyr, căsătorit cu Elsa Florescu;
- Săndulache Miclescu (1804 - 23 nov 1877), senator, spătar, căsătorit cu Nastasia Rosetti iar apoi cu Marie Josephine Guinier
- Sandu P.E.C. Miclescu (n. 27 mar 1933), arhitect, profesor la Institutul de Arhitectură "Ion Mincu", căsătorit cu Rodica Felicia Lipatti;
- Sandu Emil Miclescu (n. 1930), regizor;
- Sandu Gavril Miclescu, paharnic;
- Sandu (Sofronie) Miclescu (1790 - 18 mai 1861), mitropolit al Moldovei (10 feb 1851 - 18 ian 1861);
- Sandu Ștefan Emil Miclescu (24 mai 1885 - 11 aug 1949), inginer, director al C.F.R., căsătorit cu Smaranda Nicolescu-Dorobanțu;
- Scarlat Miclescu (1788 - 12 apr 1853), agă (1929), vornic, căsătorit cu Maria Beldiman;
- Ștefan Miclescu, paharnic (1738);
- Theodor Miclescu (n. 1931), inginer, profesor universitar la Institutul Politehnic București;
- Vasile Grigore Miclescu (1645 - 12 iul 1719), jitnicer, comis, căsătorit cu Maricuța Gheuca;
- Vasile Sandu Miclescu, vornic;
- Vasile Manolache Miclescu (1833 - 23 nov 1908), prefect de Neamț și de Roman, căsătorit cu Zulnia Rosetti;
- Victor Dimitrie Miclescu⁠(d) (1866 - 30 iun 1922), avocat, politician, publicist, căsătorit cu Constanța Boerescu;
- Zoe Miclescu (1856 - 29 nov 1921), profesoară de muzică, Doamna de onoare a M.S. Regina Elisabeta a României;
- Miclescu Adrian Horia, (7.4.1955 - ), procuror, avocat;
- Miclescu Bogdan Constantin, (17.10.1985 - ), notar;
- Miclescu Razvan Cristian, (02.08.1988 - ), notar;